# Liparis (növény)
A Liparis az orchideafélék családjába tartozó növénynemzetség. Több mint 300 faja ismert, amelyek az Antarktisz kivételével minden kontinensen előfordulnak, elsősorban a trópusi régiókban. Európában (és Magyarországon) egyetlen faja honos, a lápi hagymaburok.

## Leírása
A nemzetségbe tartozó orchideák talajon, sziklarepedésekben vagy epifitonként fákon egyaránt előfordulhatnak. Általában egy vagy néhány levelük van, amelyek alakja a szálastól a tojásdadig változhat, lehet vékony vagy bőrszerű, sőt redőzött is. Virágai kicsik vagy közepesek, a legtöbb orchideához hasonlóan megcsavarodottak és kis murvalevéllel csatlakoznak a virágzathoz. A virág színe többnyire halványsárga, zöldessárga vagy lilás és gyakran kellemetlen szagúak. A külső lepellevelek közül a felső szabad, de az oldalsók néha legalább részben összeforrnak. A belső lepellevelek szabadok és alakjuk és méretük eltér a külsőkétől. A mézajak többnyire nagyobb méretű, sokszor lebenyekre osztott, széle fogazott vagy hullámos lehet. A virág két pár viaszos, ovális portokkal rendelkezik, mindegyik viszcídiumhoz (tapadókoronghoz) kapcsolódik.

## Taxonómiája
A nemzetséget először Louis Claude Richard írta le 1817-ben. Tudományos neve az ógörög liparosz szóból származik, amelynek jelentése: olajos, zsíros, fényes és a növény leveleire utal.

### Fajok
A Liparis nemzetség elismert fajai: 
| Ábécé szerinti tartalomjegyzék                                                                           |
| --- |
| A, Á B C Cs D Dz Dzs E, É F G Gy H I, Í J K L Ly M N Ny O, Ó Ö, Ő P Q R S Sz T Ty U, Ú Ü, Ű V W X Y Z Zs |

## A

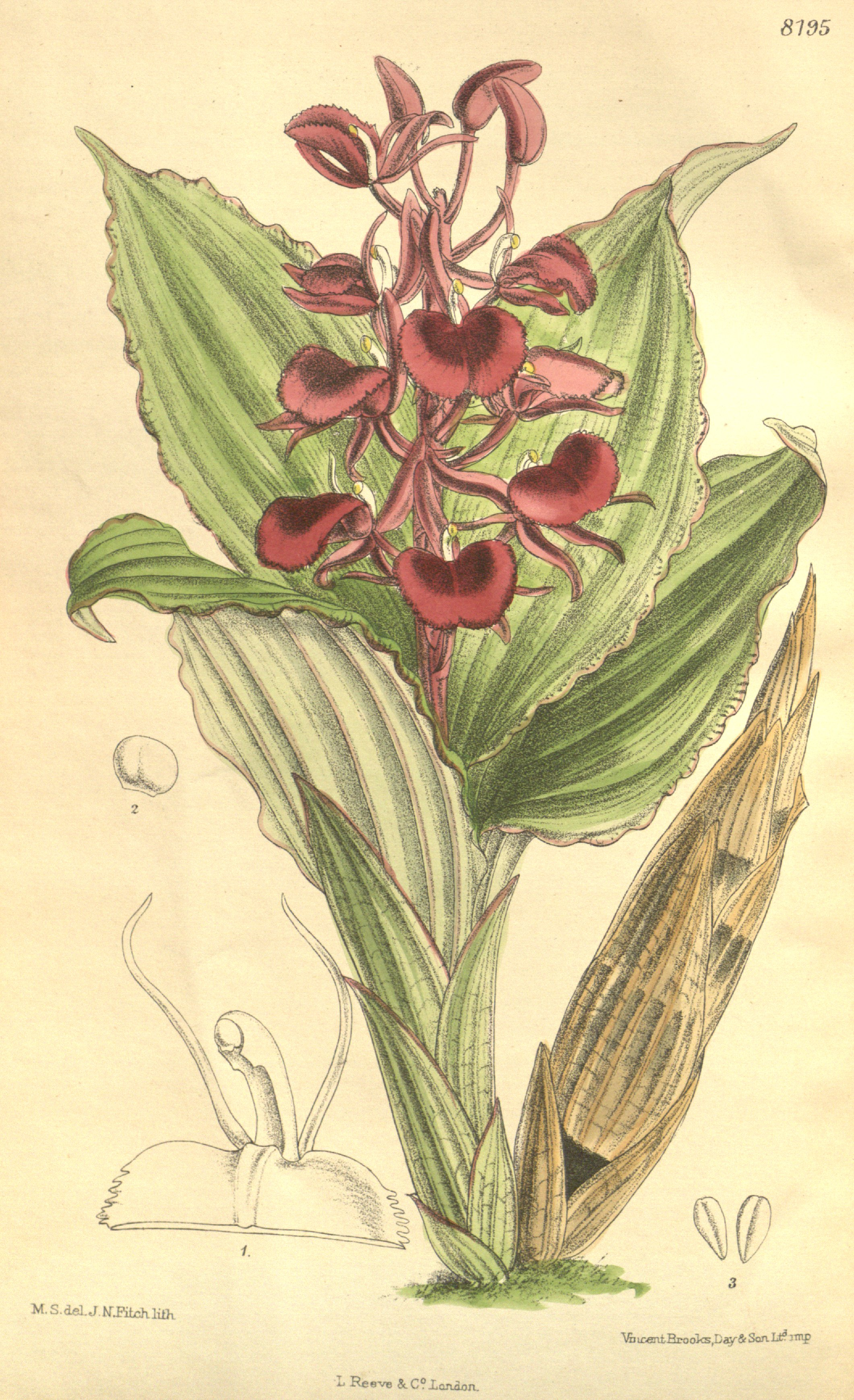
Liparis atrosanguinea

- Liparis aaronii P.J.Cribb & B.A.Lewis, 1989
- Liparis abyssinica A.Rich., 1850
- Liparis acuminata Hook.f., 1890
- Liparis acutissima Rchb.f., 1878
- Liparis adamsii Proctor, 1982
- Liparis affinis (Blume) Lindl., 1830
- Liparis alata A.Rich., 1841
- Liparis alavensis P.J.Cribb & Whistler, 2004
- Liparis alpina P.Royen, 1979
- Liparis altigena Schltr., 1911
- Liparis amabilis Fukuy., 1938
- Liparis ambohimangana Hermans, 2007
- Liparis amboinensis J.J.Sm., 1905
- Liparis amesiana Schltr., 1911
- Liparis amplifolia Schltr., 1924
- Liparis anatina Szlach., 1993
- Liparis anceps Schltr., 1922
- Liparis andringitrana Schltr., 1924
- Liparis anemophila Schltr., 1911
- Liparis angustilabris (F.Muell.) Blaxell, 1978
- Liparis anopheles J.J.Wood, 1991
- Liparis anthericoides H.Perrier, 1936
- Liparis aphylla G.A.Romero & Garay, 1999
- Liparis apiculata Schltr., 1911
- Liparis arachnites Schltr., 1911
- Liparis araneola Ridl., 1896
- Liparis arcuata J.J.Sm., 1932
- Liparis arnoglossophylla (Rchb.f.) Rchb.f. ex Hemsl., 1884
- Liparis arrigens J.J.Sm., 1935
- Liparis ascendens P.J.Cribb, 1996
- Liparis asinacephala W.Suarez & Cootes, 2008
- Liparis assamica King & Pantl., 1898
- Liparis atropurpurea Lindl., 1830
- Liparis atrosanguinea Ridl., 1870
- Liparis auriculata Blume ex Miq., 1866
- Liparis auriculifera J.J.Sm., 1928
- Liparis aurita Ridl. in H.O.Forbes, 1885
- Liparis averyanoviana Szlach., 1993

## B
- Liparis barbata Lindl., 1830
- Liparis bathiei Schltr., 1924

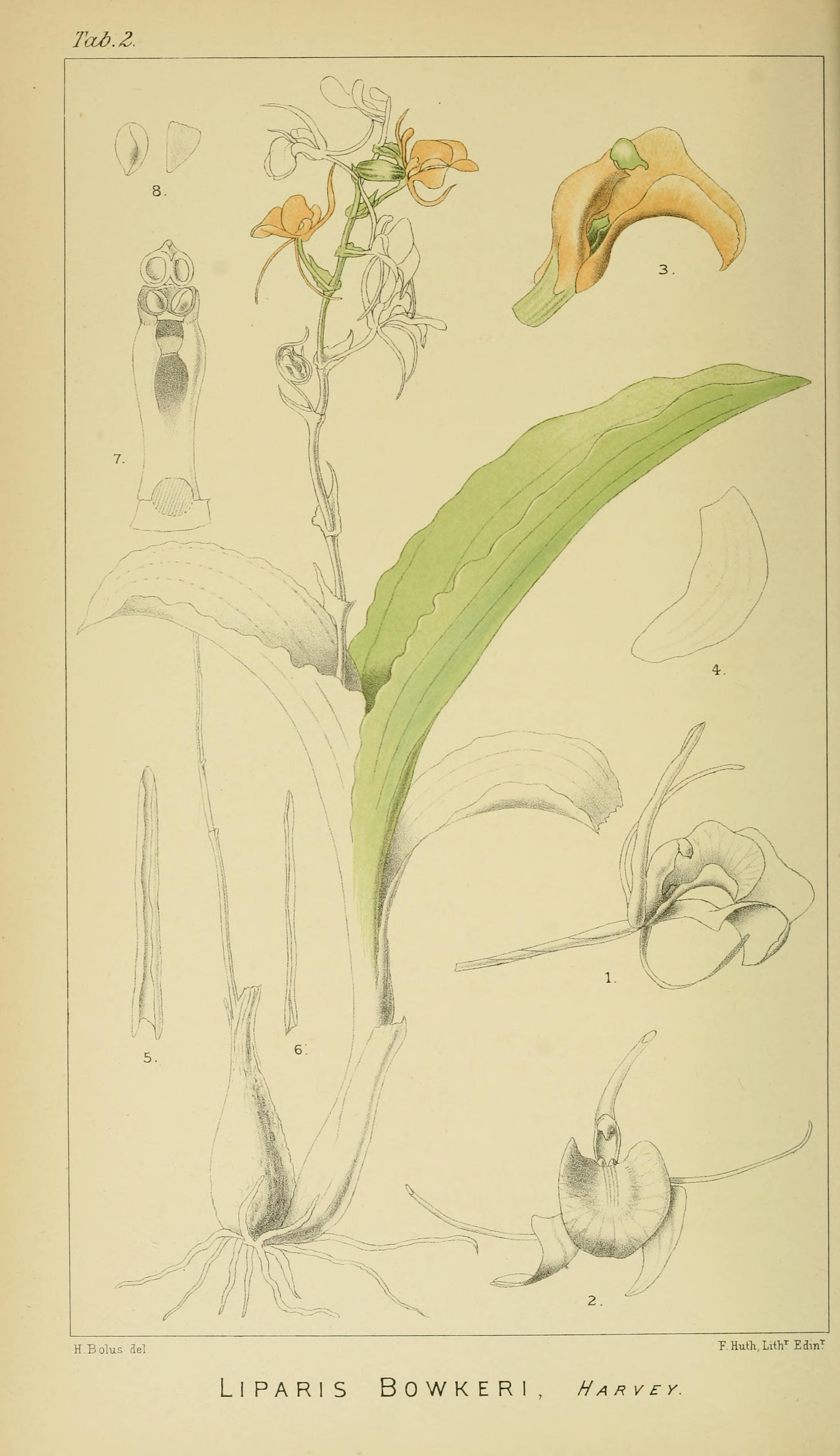
Liparis bowkeri

- Liparis bautingensis Tang & F.T.Wang, 1974
- Liparis beckeri R.J.V.Alves, 1991
- Liparis beddomei Ridl., 1886
- Liparis benguetensis (Ames) Schltr., 1911
- Liparis bernieri Frapp. ex Cordem., 1895
- Liparis bibullata J.J.Sm., 1927
- Liparis bicornis Ridl., 1885
- Liparis bifolia Cogn. in C.F.P.von Martius & auct. suc.(eds.), 1895
- Liparis biglobulifera J.J.Sm., 1927
- Liparis biloba Wight, 1851
- Liparis bilobulata J.J.Sm., 1905
- Liparis bleyi J.J.Sm., 1928
- Liparis bontocensis Ames, 1923
- Liparis bowkeri Harv., 1863
- Liparis brachyglottis Rchb.f. ex Trimen, 1885
- Liparis brachystalix Rchb.f., 1876
- Liparis brassii Ormerod, 2008
- Liparis brookesii Ridl., 1910
- Liparis brunnea Ormerod, 2007
- Liparis brunneolobata Kerr, 1933
- Liparis brunnescens Schltr., 1911
- Liparis bulbophylloides H.Perrier, 1936

## C

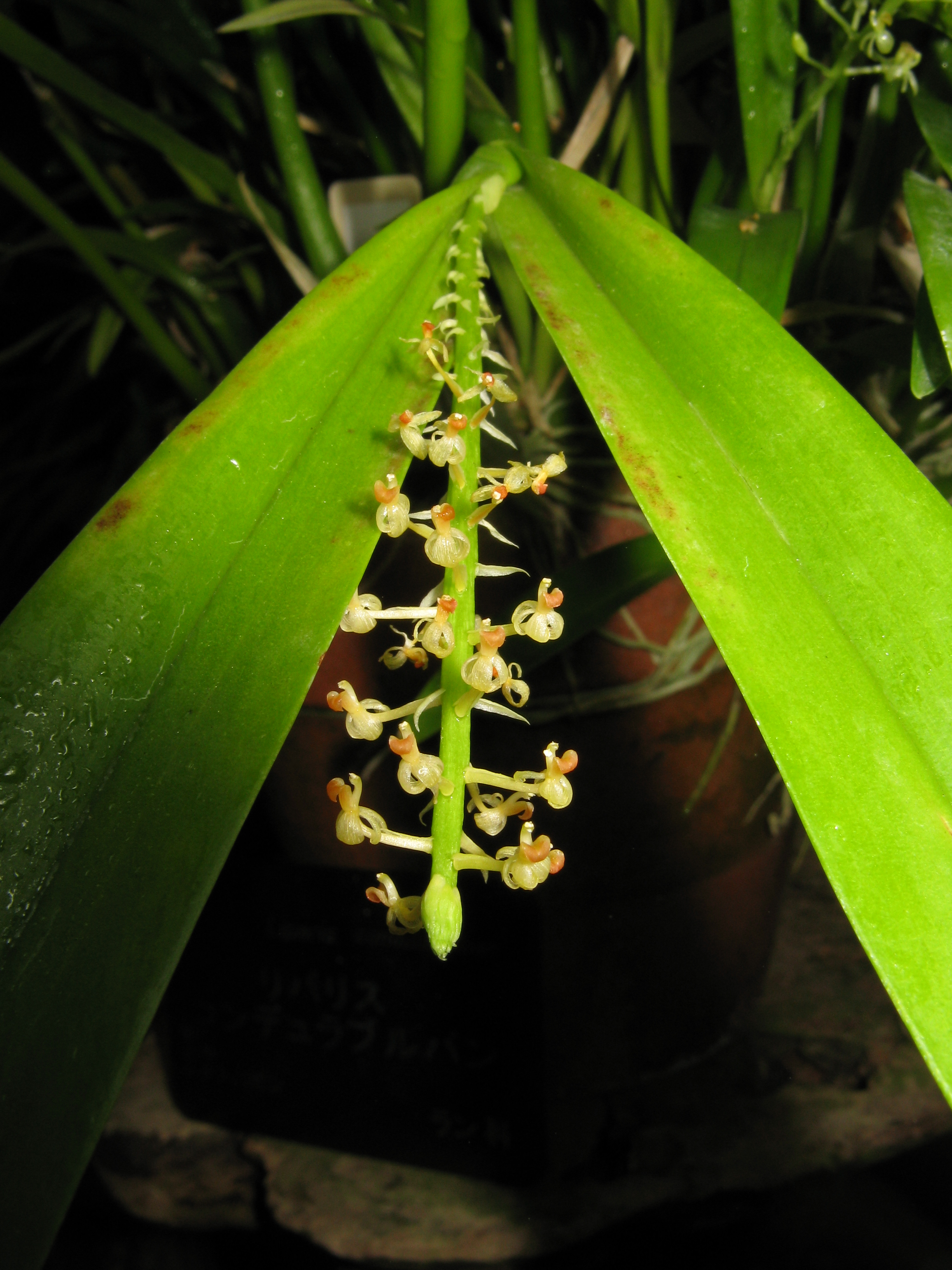
Liparis condylobulbon

- Liparis caespitosa (Lam.) Lindl., 1825
- Liparis caillei Finet, 1909
- Liparis calcarea Schltr., 1911
- Liparis caloglossa Schltr., 1924
- Liparis campylostalix Rchb.f., 1876
- Liparis capensis Lindl., 1840
- Liparis cardiophylla Ames, 1908
- Liparis caricifolia Schltr., 1911
- Liparis carinatisepala J.J.Sm., 1928
- Liparis cathcartii Hook.f., 1889
- Liparis caulescens Frapp. ex Cordem., 1895
- Liparis cauliflora Merr., 1913
- Liparis celebica Schltr., 1911
- Liparis chimanimaniensis G.Will., 1983
- Liparis chungthangensis Lucksom, 2004
- Liparis cladophylax Schltr., 1916
- Liparis clareae Hermans, 2007
  - Liparis clareae var. angustifolia H.Perrier ex Hermans, 2007
  - Liparis clareae var.clareae.
- Liparis clavigera Ridl., 1886
- Liparis cleistogama J.J.Sm., 1905
- Liparis clypeolum (G.Forst.) Lindl., 1830
- Liparis collinsii B.Gray, 1992
- Liparis compressa (Blume) Lindl., 1830
  - Liparis compressa var. compressa
  - Liparis compressa var. maxima J.J.Sm., 1931
- Liparis condylobulbon Rchb.f., 1862
- Liparis congesta Ridl., 1916
- Liparis conopea Aver., 1997
- Liparis cordifolia Hook.f., 1889
- Liparis cordiformis C.Schweinf., 1937
- Liparis crassibasis J.J.Sm., 1928
- Liparis crispifolia Rchb.f., 1876
- Liparis cucullata S.S.Chien, 1930
- Liparis cumingii Ridl., 1886
- Liparis cuspidata Ridl., 1886
- Liparis cyclostele Schltr., 1911
- Liparis cymbidiifolia J.J.Sm., 1908
- Liparis cyperifolia Ridl., 1916

## D
- Liparis dalessandroi Dodson, 1984
- Liparis dalzellii Hook.f., 1890
- Liparis deflexa Hook.f., 1890
- Liparis deistelii Schltr., 1906
- Liparis delicatula Hook.f., 1890
- Liparis densa Schltr., 1924
- Liparis disepala Rchb.f., 1876
- Liparis dolichobulbos Schltr., 1911
- Liparis dolichostachys Schltr., 1906
- Liparis dongchenii Lucksom, 2000
- Liparis downii Ridl., 1908
- Liparis draculoides E.W.Greenw., 1982
- Liparis dryadum Schltr., 1924
- Liparis dumaguetensis Ames, 1915
- Liparis dunii Rolfe, 1908
- Liparis duthiei Hook.f., 1889

## E
- Liparis elegantula Kraenzl., 1906
- Liparis elmeri (Ames) Schltr., 1911
- Liparis emarginata Aver., 1997
- Liparis endertii J.J.Sm., 1931
- Liparis epiphytica Schltr., 1905
- Liparis exaltata Ridl., 1917
- Liparis exilis J.J.Sm., 1908

## F
- Liparis fantastica Ames & C.Schweinf., 1934
- Liparis ferruginea Lindl., 1848
- Liparis ficicola Schltr., 1911
- Liparis filiformis Aver., 2005
- Liparis finetiana Schltr., 1911
- Liparis finisterrae Schltr., 1911
- Liparis firma J.J.Sm., 1914
- Liparis fissilabris Tang & F.T.Wang, 1974
- Liparis fissipetala Finet, 1908
- Liparis flammula Frapp. ex Cordem., 1895
- Liparis flava (Aver.) Aver., 2003
- Liparis flavescens (Thouars) Lindl., 1825
- Liparis forrestii Rolfe, 1913
- Liparis fragilis (Ames) Ames, 1915
- Liparis fujisanensis F.Maek. ex Konta & S.Matsumoto, 1997
- Liparis furcata (Hook.f.) Ridl., 1896

## G
- Liparis gamblei Hook.f., 1889
- Liparis gautierensis J.J.Sm., 1912
- Liparis geelvinkensis J.J.Sm., 1913
- Liparis genychila Schltr. in K.M.Schumann & C.A.G.Lauterbach, 1905
- Liparis geophila Schltr., 1911
- Liparis gibbosa Finet, 1908
- Liparis gigantea C.L.Tso, 1933
- Liparis gjellerupii J.J.Sm., 1913
- Liparis glaucescens J.J.Sm., 1903
- Liparis glossula Rchb.f., 1876
- Liparis glumacea Schltr., 1911
- Liparis goodyeroides Schltr., 1906
- Liparis govidjoae Schltr., 1911
- Liparis gracilenta Dandy in A.W.Exell, 1944
- Liparis gracilipes Schltr., 1924
- Liparis graciliscapa Schltr., 1911
- Liparis graminifolia Ormerod, 2008
- Liparis greenwoodiana Espejo, 1987

## H

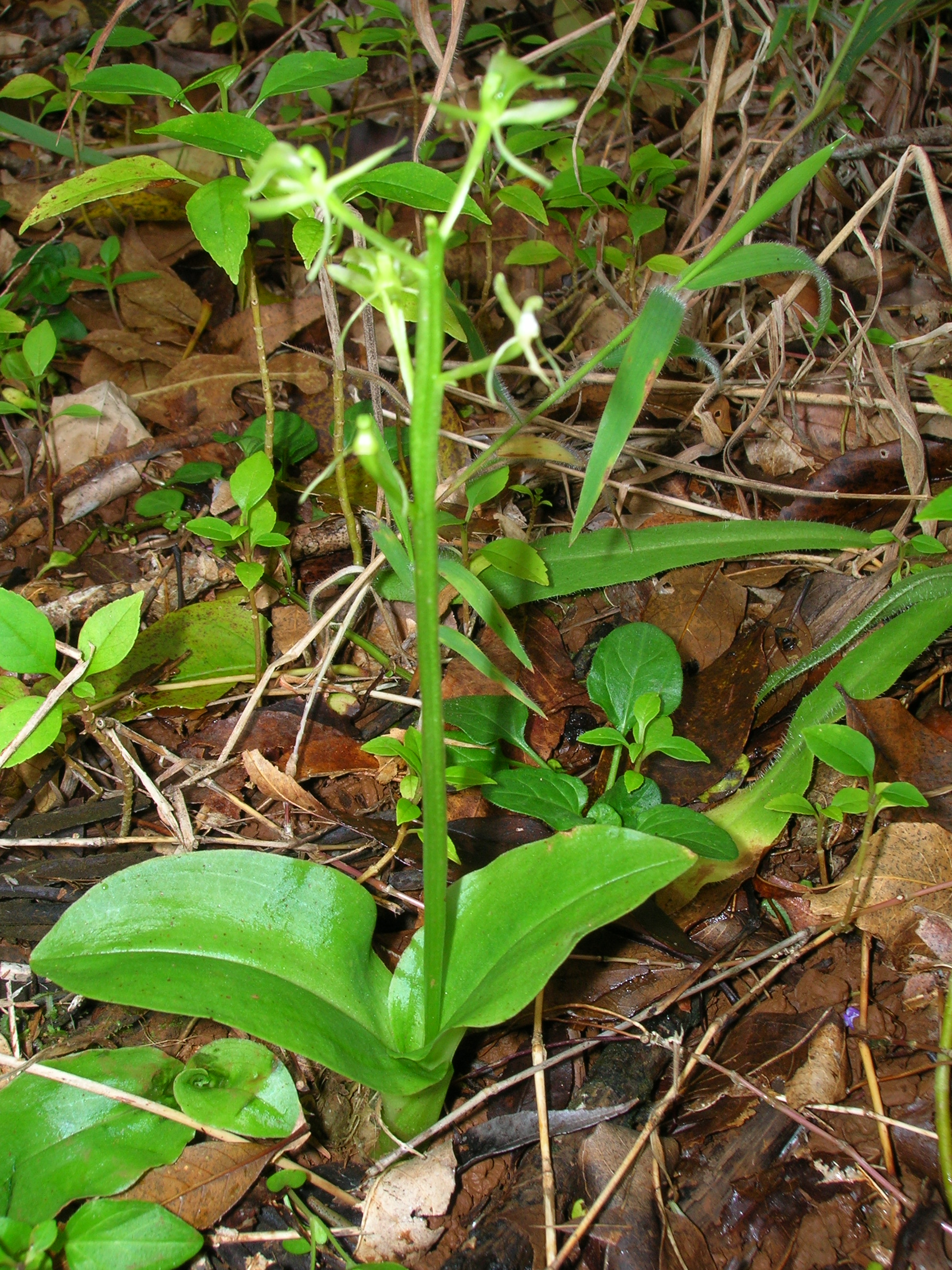
Liparis hawaiensis

- Liparis habenarina (F.Muell.) Benth., 1873
- Liparis hagerupii J.J.Sm., 1945
- Liparis hainanensis Tang & F.T.Wang, 1974
- Liparis halconensis (Ames) Ames, 1915
- Liparis harketii Killmann & Eb.Fisch., 2008
- Liparis hawaiensis H.Mann, 1867
- Liparis heliophila J.J.Sm., 1928
- Liparis hemipilioides Schltr., 1899
- Liparis henrici Schltr., 1924
- Liparis henryi Rolfe, 1896
- Liparis hensoaensis Kudô, 1930
- Liparis hirtzii Dodson, 1989
- Liparis hirundo Holttum, 1947
- Liparis hostifolia (Koidz.) Koidz. ex Nakai, 1928

## I
- Liparis imerinensis Schltr., 1924
- Liparis imperatifolia Schltr., 1911
- Liparis inamoena Schltr., 1911
- Liparis inaperta Finet, 1908
- Liparis indirae Manilal & C.S.Kumar, 1984

## J
- Liparis jamaicensis Lindl. ex Griseb, 1866
- Liparis janowskii J.J.Sm., 1913
- Liparis japonica (Miq.) Maxim., 1887
- Liparis javanica J.J.Sm., 1913
- Liparis jovispluvii E.C.Parish & Rchb.f., 1874
- Liparis jumelleana Schltr., 1916

## K
- Liparis kamborangensis Ames & C.Schweinf. in O.Ames, 1920
- Liparis kamerunensis Schltr., 1915
- Liparis kemulensis J.J.Sm., 1932
- Liparis kenejiae Schltr., 1911
- Liparis kerintjiensis J.J.Sm., 1928
- Liparis kiriromensis Tixier, 1968
- Liparis koreana (Nakai) Nakai, 1952
- Liparis krameri Franch. & Sav., 1878
  - var. krameri
  - var. sasakii, Hayata) T.Hashim., 1987

## L

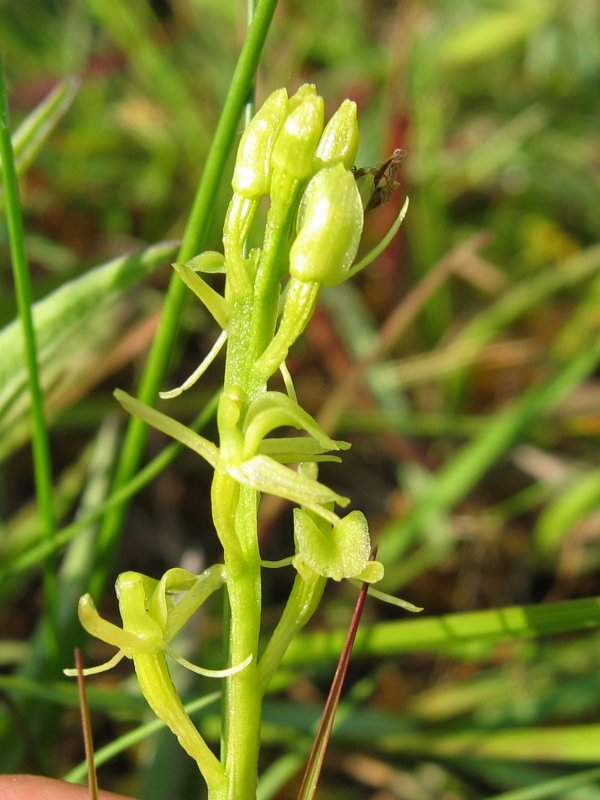
Liparis loeselii

- Liparis lacus J.J.Sm. in L.S.Gibbs, 1917
- Liparis lamproglossa Schltr., 1911
- Liparis latialata Mansf., 1935
- Liparis laticuneata C.Schweinf., 1951
- Liparis latilabris Rolfe, 1903
- Liparis lauterbachii Schltr., 1906
- Liparis layardii F.Muell., 1885
  - var. layardii
  - var. santoensis T.Hashim., 1998
- Liparis le-ratii Schltr., 1911
- Liparis leptopus Schltr., 1911
- Liparis letouzeyana Szlach. & Olszewski, 2001
- Liparis leucophaea Schltr., 1911
- Liparis leytensis Ames, 1915
- Liparis liliifolia (L.) Rich. ex Lindl., 1825
- Liparis lindeniana (A.Rich. & Galeotti) Hemsl., 1879
- Liparis linearifolia (Ames) Ames, 1915
- Liparis lingulata Ames & C.Schweinf. in O.Ames, 1920
- Liparis listeroides Schltr., 1924
- Liparis lobongensis Ames, 1920
- Liparis loeselii (L.) Rich., 1817) - lápi hagymaburok
- Liparis loliacea Ridl., 1916
- Liparis longicaulis Ridl., 1885
- Liparis longipetala Ridl., 1885
- Liparis lueri Dodson, 1984
- Liparis lutea Ridl., 1885
- Liparis lycopodioides J.J.Sm., 1931
- Liparis lydiae Lucksom, 1992

## M
- Liparis maboroensis Schltr., 1911
  - var. bistriata J.J.Sm. in L.S.Gibbs, 1917
  - var. maboroensis
- Liparis madrensis Soto Arenas, 2003
- Liparis magnicallosa Ames, 1922
- Liparis maingayi (Hook.f.) Ridl., 1896
- Liparis major Schltr. in K.M.Schumann & C.A.G.Lauterbach, 1905
- Liparis makinoana Schltr., 1919
- Liparis mamillata Aver., 2003
- Liparis mantidopsis Szlach., 1993
- Liparis maotiensis J.J.Sm., 1928
- Liparis mapaniifolia Schltr., 1911
- Liparis mentaweiensis J.J.Sm., 1920
- Liparis merrillii (Ames) Schltr., 1911
- Liparis microcharis Schltr., 1924
- Liparis minahassae J.J.Sm., 1903
- Liparis miniata Schltr., 1911
- Liparis molendinacea G.Will., 1983
- Liparis montana (Blume) Lindl., 1830
  - var. maxima Ridl., 1896
  - var. montana
- Liparis mulindana Schltr., 1915
- Liparis murkelensis J.J.Sm., 1928

## N
- Liparis nakaharae Hayata, 1911
- Liparis nebuligena Schltr., 1911
- Liparis nectarina Frapp. ex Cordem., 1895
- Liparis negrosiana Ames, 1912
- Liparis nephrocardia Schltr., 1924
- Liparis nervosa (Thunb.) Lindl., 1830
  - subsp. granitica Carnevali & I.Ramírez, 2003)
  - subsp. nervosa
  - var. khasiana, Hook.f.) P.K.Sarkar, 1984
- Liparis neuroglossa Rchb.f., 1881
- Liparis nigrescens Schltr., 1915
- Liparis nutans (Ames) Ames, 1915
- Liparis nyikana G.Will., 1983

## O
- Liparis ochracea Ridl., 1885
- Liparis ochrantha Schltr., 1911
- Liparis odorata (Willd.) Lindl., 1830
- Liparis oligantha Schltr., 1911
- Liparis olivacea Lindl., 1830
- Liparis oppositifolia Szlach., 1993
- Liparis orbiculata L.O.Williams, 1941
- Liparis ornithorrhynchos Ridl., 1885

## P
- Liparis palawanensis Ames, 1923
- Liparis palawensis Tuyama, 1940
- Liparis pandaneti J.J.Sm., 1913
- Liparis pandurata Ames, 1920
- Liparis panduriformis H.Perrier, 1936
- Liparis paradoxa (Lindl.) Rchb.f. in W.G.Walpers, 1861
- Liparis parva Ridl., 1885
- Liparis parvula (Hook.f.) Ridl., 1896
- Liparis pauliana Hand.-Mazz., 1921
- Liparis pectinata Ridl., 1886
- Liparis pedicellaris Schltr., 1911
- Liparis penduliflora Szlach., 1993
- Liparis perpusilla Hook.f., 1889
- Liparis perrieri Schltr., 1913
  - var. perrieri
  - var. trinervia H.Perrier ex Hermans, 2007
- Liparis petiolata (D.Don) P.F.Hunt & Summerh., 1966
- Liparis petraea Aver. & Averyanova, 2006
- Liparis philippinensis (Ames) Schltr., 1911
- Liparis phyllocardia Schltr., 1910
- Liparis pilifera J.J.Sm., 1932
- Liparis piriformis Szlach., 1993
- Liparis platychila Schltr. in K.M.Schumann & C.A.G.Lauterbach, 1905
- Liparis platyglossa Schltr., 1906
- Liparis platyphylla Ridl., 1886
- Liparis platyrachis Hook.f., 1889
- Liparis prava Ames, 1922
- Liparis prianganensis J.J.Sm., 1913
- Liparis pseudodisticha Schltr. in K.M.Schumann & C.A.G.Lauterbach, 1905
- Liparis puberula Ridl., 1916
- Liparis pulverulenta Guillaumin, 1952
- Liparis pumila Aver., 2003
- Liparis puncticulata Ridl., 1886
- Liparis punctifera Schltr., 1911
- Liparis punctilabris Frapp. ex Cordem., 1895
- Liparis purpureoviridis Burkill & Holttum, 1923
- Liparis purpureovittata Tsutsumi, T.Yukawa & M.Kato, 2008
- Liparis pygmaea King & Pantl., 1898

## Q
- Liparis quadribullata Schltr., 1911

## R
- Liparis ramosa Poepp. & Endl., 1836
- Liparis rectangularis H.Perrier, 1936
- Liparis refracta J.J.Sm., 1928
- Liparis regnieri Finet, 1908
- Liparis remota J.Stewart & Schelpe, 1981
- Liparis resupinata Ridl., 1886
- Liparis revoluta Hook. & Arn., 1832
- Liparis rheedei Lindl., 1830
- Liparis rhodochila Rolfe, 1908
- Liparis riparia J.J.Sm., 1913
- Liparis rivalis Schltr., 1924
- Liparis rivularis Aver., 2007
- Liparis rockii Ormerod, 2007
- Liparis rosseelii Stévart, 2000
- Liparis rostrata Rchb.f., 1876
- Liparis rungweensis Schltr., 1915
- Liparis rupestris Griff., 1851
- Liparis rusbyi Rolfe, 1907

## S
- Liparis sachalinensis Nakai, 1931
- Liparis salassia (Pers.) Summerh., 1953
- Liparis sambiranoensis Schltr., 1924
- Liparis saundersiana Rchb.f., 1872
- Liparis scaposa Frapp. ex Cordem., 1895
- Liparis schistochila Schltr., 1906
- Liparis serpens Garay, 1958
- Liparis siamensis Rolfe ex Downie, 1925
- Liparis similis Schltr., 1911
- Liparis simmondsii F.M.Bailey, 1891
- Liparis somai Hayata, 1914
- Liparis sootenzanensis Fukuy., 1933
- Liparis sparsiflora Aver., 2003
- Liparis spathulata Lindl., 1840
- Liparis spiralipetala J.J.Sm., 1927
- Liparis stenoglossa E.C.Parish & Rchb.f., 1874
- Liparis stenophylla Schltr., 1924
- Liparis stolzii Schltr., 1915
- Liparis suborbicularis Summerh., 1934
- Liparis sula N.Hallé, 1977
- Liparis superposita Ormerod, 2007
- Liparis sympodialis Schltr., 1911

## T
- Liparis taronensis S.C.Chen, 1983
- Liparis tenella J.J.Sm., 1932
- Liparis tenuis Rolfe ex Downie, 1925
- Liparis terrestris J.B.Comber, 2001
- Liparis tigerhillensis A.P.Das & Chanda, 1989
- Liparis togensis J.J.Sm., 1928
- Liparis torricellensis Schltr. in K.M.Schumann & C.A.G.Lauterbach, 1905
- Liparis toxopei J.J.Sm., 1928
- Liparis trachyglossa Schltr., 1911
- Liparis tradescantifolia (Blume) Lindl., 1830
- Liparis tricallosa Rchb.f., 1879
- Liparis trichechus J.J.Sm., 1917
- Liparis trichoglottis (Ames) Schltr., 1911
- Liparis tridens Kraenzl., 1900
- Liparis trifoliata J.J.Wood & Ormerod, 2008
- Liparis tripartita Aver. & Averyanova, 2006
- Liparis triticea Ridl., 1916
- Liparis trullifera Ames & C.Schweinf., 1934
- Liparis trulliformis Schltr., 1924
- Liparis truncata F.Maek. ex T.Hashim., 1987
- Liparis truncatula Schltr., 1911
- Liparis tschangii Schltr., 1924
- Liparis tunensis J.J.Sm., 1903

## V
- Liparis verrucosa Frapp. ex Cordem., 1895
- Liparis verticillata G.A.Romero & Garay, 1999
- Liparis vexillifera (Lex.) Cogn. in C.F.P.von Martius & auct. suc., eds.), 1895
- Liparis viridipurpurea Griseb., 1866
- Liparis vittata Ridl., 1870
- Liparis volcanica R.González & Zamudio, 1993

## W
- Liparis wageneri (Rchb.f.) Rchb.f. in W.G.Walpers, 1861
- Liparis walakkadensis M.Kumar & Sequiera, 1999
- Liparis walkeriae Graham, 1836
- Liparis warpurii Rolfe, 1908
- Liparis werneri Schltr., 1911
- Liparis wightiana Thwaites, 1861
- Liparis wrayi Hook.f., 1890

## X
- Liparis xanthina Ridl., 1886

## Y
- Liparis yamadae (Tuyama) Fosberg & Sachet, 1988
- Liparis yuana Ormerod, 2007

## Z
- Liparis zaratananae Schltr., 1924
- Liparis zosterops N.Hallé, 1977

## Fordítás
- Ez a szócikk részben vagy egészben  a   Liparis (plant) című angol Wikipédia-szócikk ezen változatának fordításán alapul.  Az eredeti cikk szerkesztőit annak laptörténete sorolja fel. Ez a jelzés csupán a megfogalmazás eredetét és a szerzői jogokat jelzi, nem szolgál a cikkben szereplő információk forrásmegjelöléseként.
- Ez a szócikk részben vagy egészben  a   Specie di Liparis című olasz Wikipédia-szócikk ezen változatának fordításán alapul.  Az eredeti cikk szerkesztőit annak laptörténete sorolja fel. Ez a jelzés csupán a megfogalmazás eredetét és a szerzői jogokat jelzi, nem szolgál a cikkben szereplő információk forrásmegjelöléseként.